# ویتالی زاخارچنکو
ویتالی یوریویچ زاخارچنکو (اوکراینی: Віталій Юрійович Захарченко؛ زادهٔ ۲۰ ژانویه ۱۹۶۳) یک سیاستمدار اوکراینی/روسی است که مشاور ارشد شرکت دولتی روستخ روسیه است. او در ۷ نوامبر ۲۰۱۱ به عنوان وزیر امور داخلی اوکراین انتخاب شد تا اینکه در ۲۱ فوریه ۲۰۱۴ و مدت کوتاهی پس از امضای فرمانی مبنی بر مجوز استفاده از گلوله جنگی علیه معترضان، توسط پارلمان اوکراین از مقامش تعلیق شد. او به عنوان وزیر امور داخلی رئیس پلیس ملی اوکراین موسوم به میلیتسیا بود.

## زندگی‌نامه
ویتالی زاخارچنکو در کوستیانتینیفکا، در جمهوری شوروی سوسیالیستی اوکراین به دنیا آمد. او در سال ۱۹۹۱ از شعبه مدرسه عالی مینسک در ریگا که وابسته به وزارت کشور اتحاد جماهیر شوروی بود فارغ‌التحصیل شد. زاخارچنکو در ژوئیه ۱۹۸۱ شروع به فعالیت در پلیس استان دونتسک کرد. از مه ۲۰۰۸ تا ژوئن ۲۰۱۰، ریاست اداره مالیات دولتی استان پولتاوا برعهده داشت. رئیس‌جمهور ویکتور یانوکوویچ در ۲۵ دسامبر ۲۰۱۰ زاخارچنکو را به ریاست اداره مالیات دولتی اوکراین منصوب کرد. در ۷ نوامبر ۲۰۱۱، رئیس‌جمهور او را به عنوان وزیر امور داخلی منصوب کرد. او جایگزین آناتولی موهیلیوف که با حکم یانوکوویچ به عنوان نخست‌وزیر جدید کریمه منصوب شده بود، شد. همزمان، یانوکوویچ، اولکساندر کلیمنکو را به عنوان رئیس اداره مالیات دولتی اوکراین منصوب کرد. به گفته رسانه‌های اوکراینی، زاخارچنکو دوست نزدیک ویکتور ویکتوروویچ یانوکوویچ پسر رئیس‌جمهور اوکراین بوده‌است. یانوکوویچ، از طریق سرویس مطبوعاتی ریاست جمهوری، منصوب شدن افراد را بر اساس وفاداری شخصی و نزدیکی آنها به خانواده‌اش به جای شایستگی، رد کرد. از آنجایی که زاخارچنکو کارمند وزارت کشور بود، اجازه عضویت در هیچ حزب سیاسی را نداشت.
این ظن وجود دارد که زاخارچنکو مالک تنها معدن طلای فعال در موژیوو، استان زاکارپاتیا بوده باشد.
پارلمان اوکراین در ۲۱ فوریه ۲۰۱۴ زاخارچنکو را به دلیل استفاده از خشونت علیه معترضان یورومیدان از وظایف خود معلق کرد. پنج روز بعد برای او حکم بازداشت صادر شد و او در حال حاضر به اتهام قتل تحت تعقیب است. او آخرین بار در ۱۴ آوریل ۲۰۱۴ و در جریان کنفرانس مطبوعاتی مشترک با ویکتور یانوکوویچ و دادستان کل سابق اوکراین ویکتور پشونکا در روستوف-نا-دونو روسیه دیده شد.
به گزارش وب سایت Krymedia.ru، در ۱۶ ژانویه ۲۰۱۵ زاخارچنکو قصد داشت برای جشن تأسیس پلیس ضد شورش برکوت به سواستوپل برود و خدمات صندوق خیریه «یوگا-وستوک» (جنوب شرق) که خودش مؤسس آن بود را به نیروهای وفادار به دولت سابق ارائه دهد.